# Вулиця Вікентія Хвойки
Ву́лиця Віке́нтія Хво́йки — вулиця в Оболонському і Подільському районах міста Києва, місцевість Куренівка. Пролягає від Кирилівської вулиці до вулиці Гулаків-Артемовських.
Прилучаються вулиці Анатолія Кузнецова та Новокостянтинівська.

## Історія
Вулиця виникла в першій чверті XX століття, вперше позначена на плані міста Києва та передмістя, складеному в 1914 році, під назвою вулиця Єзерських. У 1930-ті роки фігурує як Нова (Єзерська) вулиця, з 1940-х років — Новокирилівська. Сучасна назва на честь археолога Вікентія Хвойки — з 1962 року.

## Підприємства та установи
- ПАТ «ТОМАК» — колишній завод торгового машинобудування («Київторгмаш»), заснований 1930 року[2]; Бізнес-центр «ТОМАК» (буд. № 15/15)
- ТОВ Медіахолдинг «Розвиток» (редакції радіостанцій Радіо «П'ятниця», Avtoradio, NRJ, Lounge FM , Прямий FM; буд. № 15/15)
- ТОВ «Глас медіа» (редакції радіостанцій «Ми — Україна»; буд. № 15/15)

## Зображення

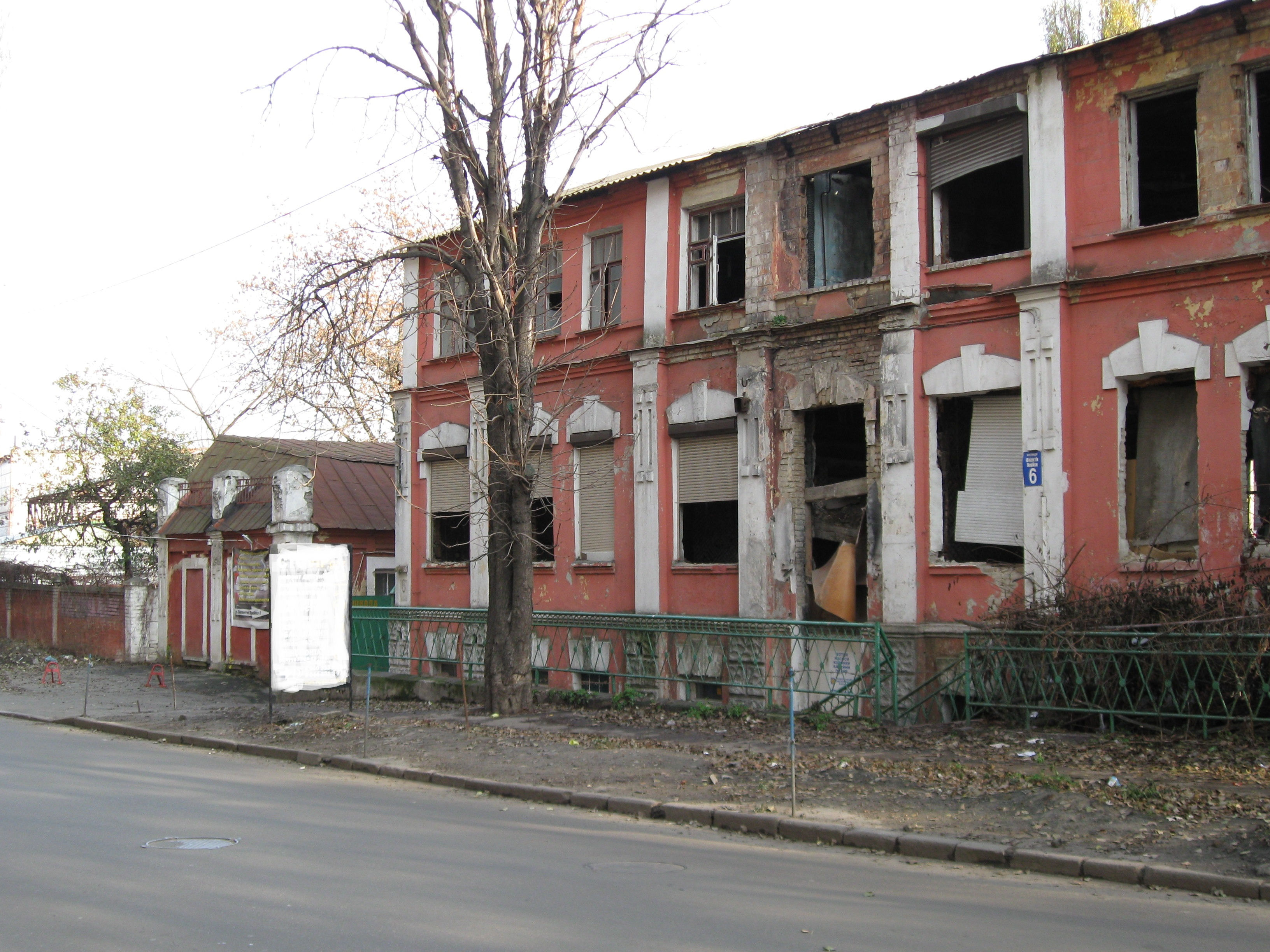
Особняк початку ХХ століття (№ 6). Фото 2020 року
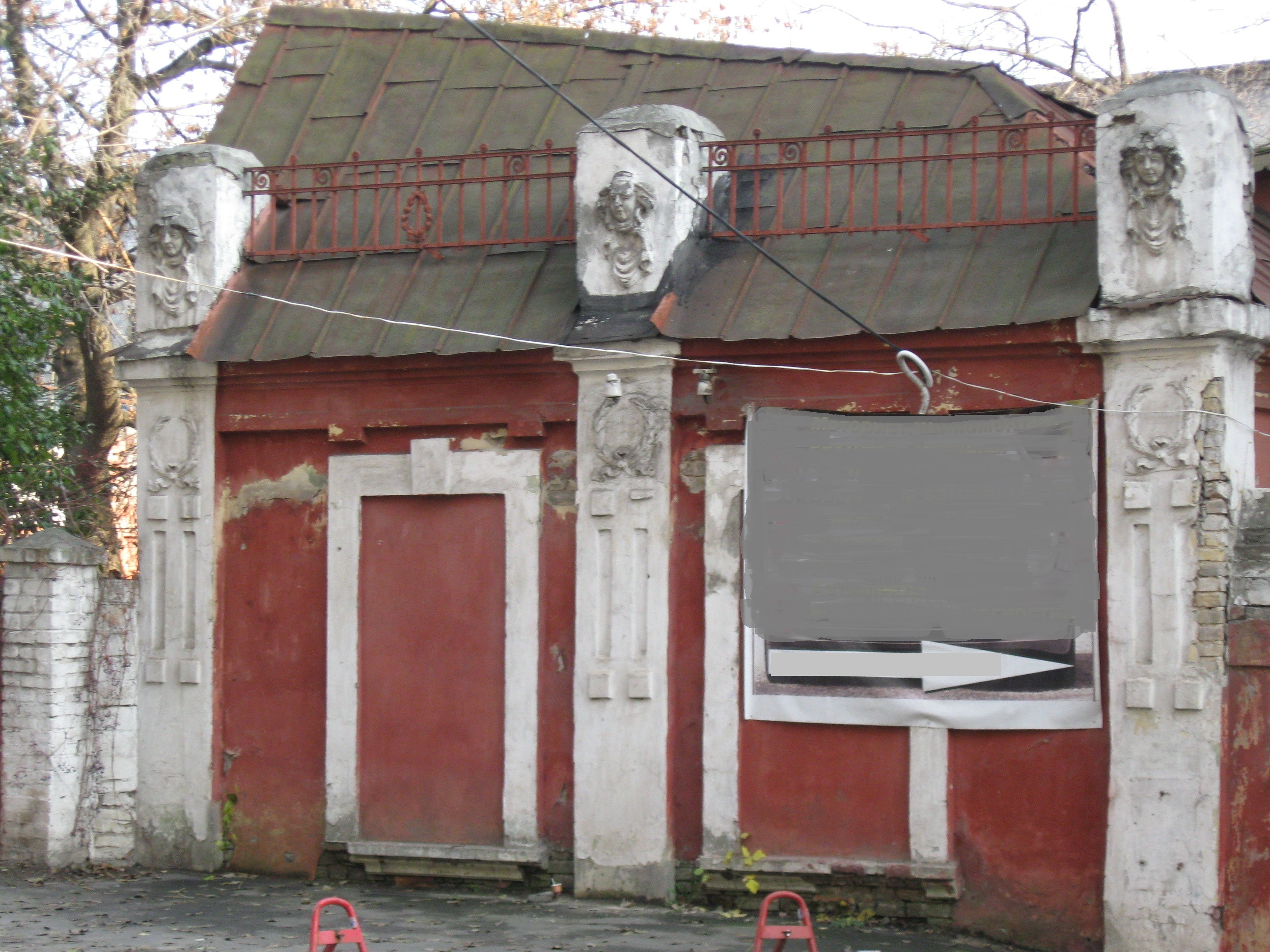
Флігель початку ХХ століття у садибі будинку № 6. Фото 2020 року (заретушовано рекламний щит)